# Grazer Umland-Weg
Der Grazer Umland-Weg (Markierung GUW) ist ein Rundwanderweg im österreichischen Bundesland Steiermark. Auf dem knapp 200 km langen, von den Naturfreunden betreuten Weg lässt sich die steirische Landeshauptstadt Graz auf mehreren Etappen umwandern.

## Entstehung
Der Grazer Umland-Weg wurde im Kulturhauptstadtjahr 2003 auf Initiative von Naturfreunde-Wanderführer und Wegreferent Werner Höttl eröffnet. Höttl hatte zuvor an der Realisierung des „Grazer Grenzgangs“ mitgewirkt, einem ersten Grazer Rundwanderweg, der die Stadt nahe der Gemeindegrenze in etwa 120 km umrundet. Für die Route wurden bestehende Wanderwege markiert und beschildert, es musste daher keine neue Weginfrastruktur geschaffen werden. 
Ziel des GUW sei es laut Ortsgruppen-Obmann Hans Pammer, das wenig beachtete Hinterland der steirischen Landeshauptstadt mit seinen Natur- und Kulturbesonderheiten mehr in den Fokus zu rücken. Neben Kooperationen mit zahlreichen Gasthäusern entlang der Strecke (Kontrollpunkte), besteht eine solche mit dem Freilichtmuseum Stübing, die zur Folge hat, dass es sich beim GUW um den einzigen Weitwanderweg handelt, der durch ein Museum führt.

## Verlauf

### Hauptroute

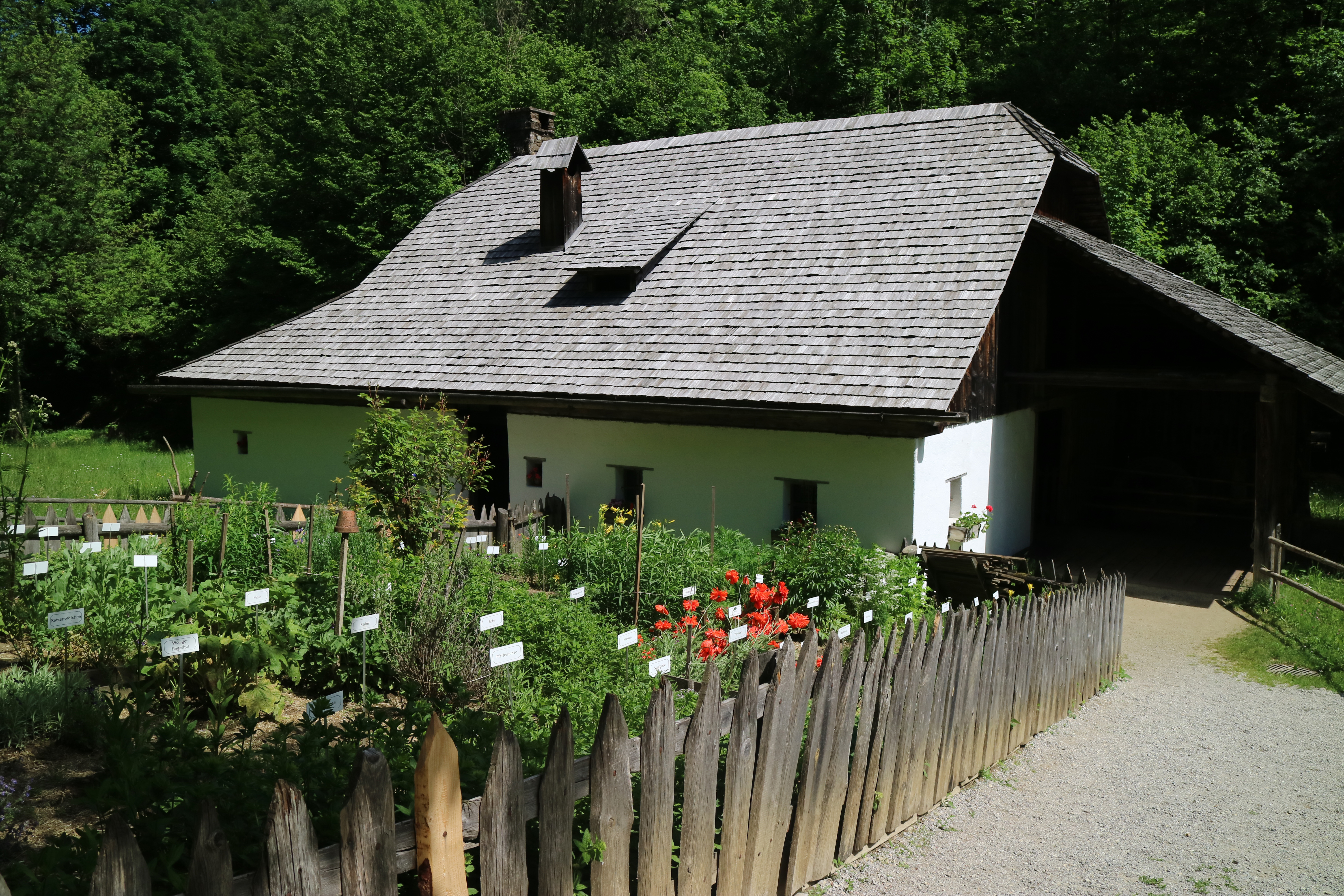
Die Hauptroute des GUW führt durch das Freilichtmuseum Stübing.

Der Grazer Umland-Weg verläuft zu beiden Seiten des Murtals in einer Entfernung von 8 bis 23 km um die Stadt Graz. Dabei werden auf verschiedenen Abschnitten einige beliebte Sehenswürdigkeiten passiert.

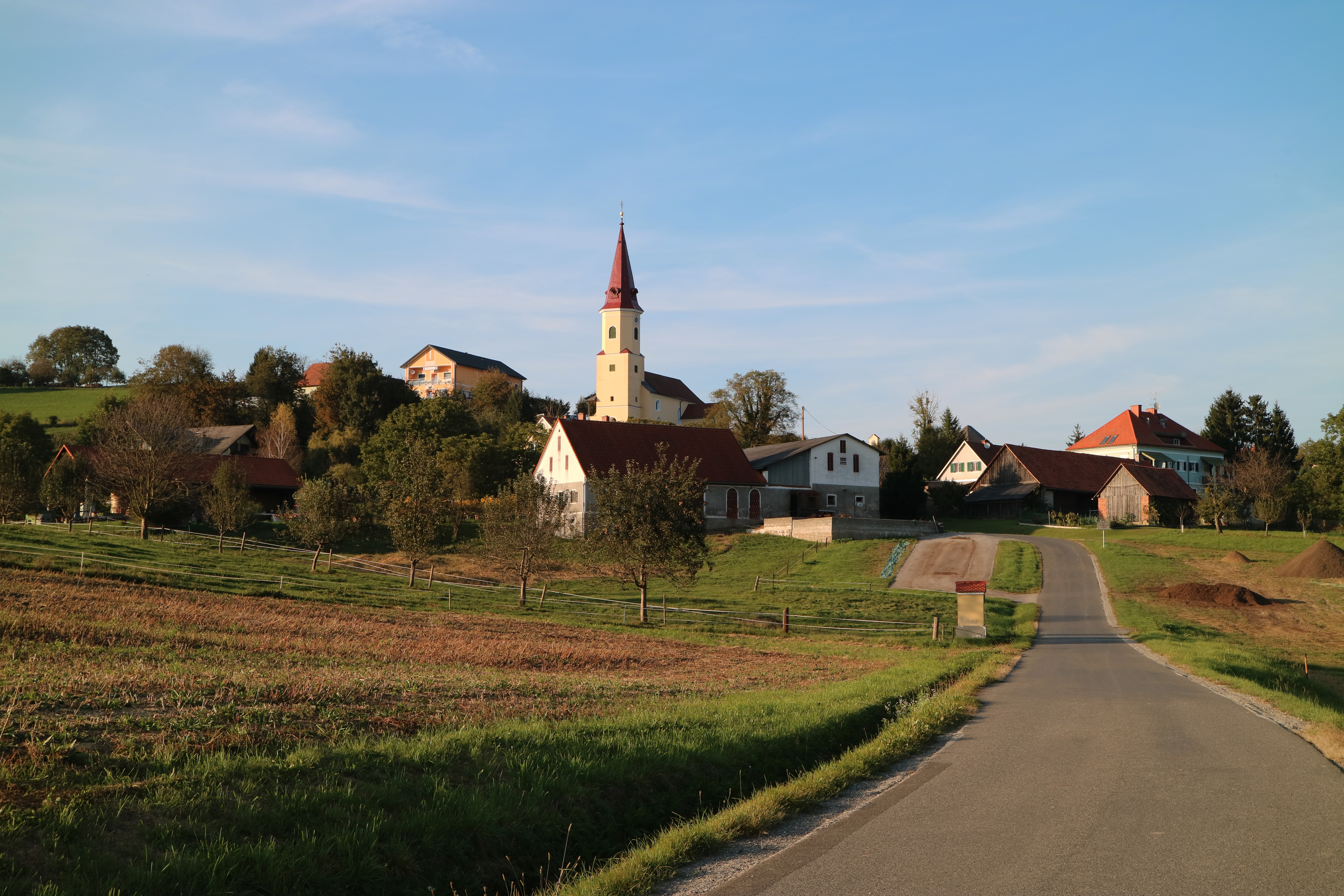
Rund die Hälfte des GUW verläuft auf verkehrsarmen Straßen, wie hier vor St. Ulrich am Waasen.

 Gegen den Uhrzeigersinn gelangt man von Judendorf zunächst rechterhand vom Kirchberg auf den Straßengelberg. Danach macht der Weg einen Knick Richtung Westen und verläuft über St. Oswald bei Plankenwarth und durch das Liebochtal nach St. Bartholomä. Vorbei an den Schlössern Sonneck und Schütting sowie der Rotte Österreich erreicht man Söding und wandert am Rand des Kainachtals weiter nach Lannach und Dietersdorf. Durch den Kaiserwald (Wundschuher Teiche) gelangt man auf das südliche Grazer Feld bei Werndorf, von wo aus der Murradweg nach Wildon, zum südlichsten und niedrigsten Punkt der Strecke, führt. 
Über Allerheiligen und die Josef-Krainer-Gedenkstätte führt der Wanderweg in stetigem Auf und Ab weiter nach St. Ulrich am Waasen und Gnaning, von wo aus man nach Fernitz absteigt. Über den Hühnerberg (484 m), Edelsgrub und Nestelbach erreicht man mit Laßnitzhöhe den einzigen Bahnhof im Ostteil der Strecke. Bei Eggersdorf wird das Rabnitztal gequert und man wandert über Kumberg und St. Radegund auf den Grazer Hausberg Schöckl, mit 1443 m ü. A. höchster Punkt des Rundwanderwegs. Nach Abstieg in den Rötschgraben und Durchquerung der Kesselfallklamm erreicht man Semriach, wandert an der Lurgrotte vorbei und gelangt nach erneutem Anstieg auf den Hochtrötsch (1239 m). Nach Passieren Frohnleitens, dem nördlichsten Punkt der Runde, durchwandert man die Hügel am rechten Murufer nach Deutschfeistritz und über den Gamskogel (859 m) und durch das Freilichtmuseum Stübing zum Stift Rein und zurück nach Judendorf.

### Varianten
Im Verlauf des GUW bieten sich für fünf Wegabschnitte offizielle, markierte Varianten.
- In Gnaning besteht die Möglichkeit, auf einen Abstecher nach Fernitz zu verzichten und auf der Straße weiterzuwandern, was nicht nur einen Gegenanstieg, sondern mehr als 4 km Wegstrecke erspart.
- Die Kesselfallklamm kann ostseitig (orographisch links) umgangen werden.
- Bei Eichberg (Gemeinde Deutschfeistritz) bietet sich ein Umweg über den archäologisch und speläologisch interessanten Kugelstein an, der sich mit gut 4 km sowie 100 Hm zusätzlich niederschlägt.
- Der teilweise ausgesetzte Grat am Gamskogel bei Stübing kann vermieden werden, indem man über die Forststraße durch den Königgraben absteigt. Diese Variante bedeutet rund 600 m Wegstrecke und 120 Hm weniger.
- Bei Stübing bieten sich gleich zwei Alternativen für Wanderer, die das Freilichtmuseum nicht durchqueren möchten. Die annähernd gleich weite Variante B führt über den Hörgassattel und bedeutet etwa 50 Hm mehr. Variante C ist mit einem steilen Anstieg über den Pfaffenkogel (734 m) verbunden, der sich mit rund 900 m und 250 Hm zusätzlich auswirkt.

## Wegbeschaffenheit, Gehzeit und Höhenunterschied
Die Beschaffenheit des Weges reicht von Asphaltstraßen, wie sie in Teilen des südlichen Abschnitts dominieren, über Forststraßen bis hin zu schmalen Waldwegen und alpinen Pfaden, etwa am Schöckl oder am Hochtrötsch. Die Varianten über Gamskogel und Pfaffenkogel bei Stübing erfordern Trittsicherheit. Durch die Kesselfallklamm führt eine gebührenpflichtige Steiganlage mit Holzleitern, die jedoch genauso umgangen werden kann wie der Schotterweg durch das Freilichtmuseum Stübing.
Die Gesamtgehzeit beläuft sich laut dem GUW-Führer der Naturfreunde auf 56½ Stunden, was auch für konditionsstarke Geher an die fünf Tagesmärsche bedeutet. Dabei werden je nach Variantenwahl bis zu 6.300 Hm zurückgelegt. Die meisten davon entfallen auf den Nordabschnitt im Grazer Bergland, der Anstieg von Kumberg auf den Schöckl ist mit 950 Hm der längste.

## Ausgangspunkte
Viele Orte entlang der Strecke sind von Graz aus in kurzer Zeit mit öffentlichen Verkehrsmitteln, darunter S-Bahn sowie Regionalbusse der Verbund Linie, zu erreichen.
Orte mit Bahnhof
- Frohnleiten
- Judendorf
- Lannach
- Laßnitzhöhe
- Peggau-Deutschfeistritz
- Söding-Mooskirchen
- Werndorf
- Wildon

Orte mit Bushaltestelle
- Albersdorf
- Allerheiligen bei Wildon
- Berndorf
- Deutschfeistritz
- Dietersdorf
- Dornegg
- Eggersdorf bei Graz
- Enzenbach
- Fernitz
- Hötschdorf
- Hühnerberg
- Judendorf
- Kleinstübing
- Kumberg
- Lannach
- Laßnitzhöhe
- Lembach
- Mooskirchen
- Nestelbach bei Graz
- Neudorf ob Wildon
- Peggau
- Plankenwarth
- Stift Rein
- Reiteregg
- Rötz
- St. Bartholomä
- St. Oswald bei Plankenwarth
- St. Radegund bei Graz
- St. Ulrich am Waasen
- Schirning
- Semriach
- Söding
- Werndorf
- Wildon